# Каванда, Луис Педро
Луи́с Пе́дро Кава́нда (порт. Luis Pedro Cavanda; 2 января 1990, Луанда, Ангола) — бельгийский футболист, правый защитник клуба «Ксамакс».

## Карьера
Луис Педро Каванда начал карьеру в клубе «Стандард» из Льежа. В 2007 году он перешёл в римский «Лацио», куда его пригласил спортивный директор клуба, Вальтер Сабатини. С 2009 года Каванда стал играть за Примаверу «Лацио». 17 декабря 2009 года он сыграл первый матч за основную команду клуба в игре розыгрыша Лиги Европы с софийским «Левски», в котором «бьянкочелести» проиграли 0:1. Летом 2010 года Каванда был окончательно переведён в основной состав команды. 29 августа 2010 года Луис Педро дебютировал в серии А, выйдя на замену вместо Симоне Дель Неро в матче с «Сампдорией», в котором его клуб проиграл 0:2.
31 января 2011 года Каванда был арендован клубом «Торино» сроком на полгода. За клуб футболист провёл 3 матча. По окончании сезона бельгиец вернулся в «Лацио», где провёл две игры: одну в чемпионате, одну в Лиге Европы с лиссабонским «Спортингом». 31 января 2012 года Луис Педро, на правах аренды, перешёл в «Бари».

## Достижения
«Лацио»
- Обладатель Кубка Италии: 2012/13